# Iwan Serrurier
Iwan Serrurier (Leiden, 21 de setembro de 1878 — 1953) foi um engenheiro neerlandês, inventor da moviola.